# Jack Rayner
Pour les articles homonymes, voir Rayner.
Jack Rayner, né le 19 décembre 1995 à Melbourne, est un athlète australien spécialiste de Course de fond.

## Biographie
En 2022 il réalise 27 min 15 s 35 à San Juan Capistrano, un nouveau record d'Océanie, qu'il porte à 27 min 9 s 57 en 2024.
Sur route, Jack Rayner participe au marathon olympique de Tokyo, mais est contraint à l'abandon en raison d'une fracture de fatigue.
En 2022 il bat le record national du 10 km en 27 min 43 s.

## Palmarès
| Date | Compétition                     | Lieu       | Résultat | Épreuve       | Temps          |
| ---- | ------------------------------- | ---------- | -------- | ------------- | -------------- |
| 2019 | Championnats d'Océanie          | Gold Coast | 1er      | Semi-marathon | 1 h 2 min 30 s |
| 2022 | Championnats d'Océanie du 10 km | Burnie     | 1er      | 10 km         | 27 min 43 s    |

## Records
| Épreuve       | Temps              | Lieu                | Date            |
| ------------- | ------------------ | ------------------- | --------------- |
| 5 000 m       | 13 min 6 s 00      | Oslo                | 16 juin 2022    |
| 10 000 m      | 27 min 9 s 57 (AR) | San Juan Capistrano | 16 mars 2024    |
| 10 km         | 27 min 43 s (NR)   | Burnie              | 23 octobre 2022 |
| Semi-marathon | 1 h 1 min 1 s      | Cardiff             | 7 octobre 2018  |